# Sofrósina
Sofrósine (do grego Σωφροσύνη, translit. sôphrosýnê: "moderação"), na mitologia grega, era um daemon que personificava a moderação, a discrição e o autocontrole, opondo-se portanto à deusa Afrodite, que incita as paixões desenfreadas. Seu equivalente romano era Sobrietas, a sobriedade.
Era um dos Agatodaemones, espíritos benéficos  que escaparam da caixa de Pandora, quando ela a abriu. Sofrósine então fugiu para o Olimpo, abandonando definitivamente a raça humana. Segundo Higino, ela era filha de Érebo e Nix.

## Conceito
Sofrósine é também um conceito grego que significa sanidade moral, autocontrole e moderação, guiados pelo autoconhecimento, e oposto ao conceito de húbris ('desmedida'). Ligado ao conceito pitagórico de harmonia, Platão emprega o termo em seus escritos com o sentido de "moderação".
Mais tarde o conceito foi ampliado para incluir a noção de prudência, e era associado à doutrina apolínea do "nada em excesso" e do "conhece-te a ti mesmo". O termo sugere a conquista de uma vida de felicidade obtida quando as necessidades filosóficas de alguém são satisfeitas, analogamente à ideia de iluminação conquistada mediante uma vida harmoniosa, e encontra paralelo em conceitos do hinduísmo, budismo e taoísmo. Assemelha-se ao conceito cristão de temperança.
Na Igreja Ortodoxa, a palavra adquiriu sentidos de pureza, integridade e virgindade.